# Castello Sarriod de la Tour
Das Castello Sarriod de La Tour ist eine mittelalterliche Niederungsburg in der Gemeinde Saint-Pierre im Aostatal. Sie liegt auf einem flachen Gebiet entlang der Dora Baltea und der Staatsstraße SS26, das mit Obstgärten bepflanzt ist, auf der der Siedlung gegenüberliegenden Seite bei bekannteren Castello di Saint-Pierre.

## Geschichte
Die Burg, die bis zum Beginn des 20. Jahrhunderts der Familie Sarriod de la Tour gehörte, zeigt sich heute als Komplex von Gebäuden aus unterschiedlichen Epochen, die eng aneinander liegen und durch eine Umfassungsmauer geschützt werden.
An den alten Donjon in der Mitte mit quadratischem Grundriss, der sicherlich aus den ersten Jahren des 14. Jahrhunderts stammt, waren aufgrund der Erweiterungen und Umbauten des Wohnbereiches tatsächlich im Laufe der Jahrhunderte verschiedene Baukörper angebaut.
Die älteste Anlage der Burg entstand nach dem typischen Modell der einfachen Burgen des Aostatals, bestehend aus einem Turm in der Mitte, der den Bergfried der Burg darstellte, umgeben von einer Umfassungsmauer. Der Bergfried der Familie Sarriod de la Tour ist in der Mitte zwischen den älteren Türmen mit vorwiegend defensiver Funktion, wie dem des Castello di Cly, der Burg Graines oder des Castello di Saint-Germain, und den größeren und bequemeren Türmen der unmittelbar darauf folgenden Epoche, die eher der Wohnfunktion dienten, wie der Torre Colin in Villeneuve oder der Tour des Cours in La Salle, einzuordnen.
Zeitgleich mit dem Donjon wurde vermutlich die Kapelle errichtet, die etwas südlich der Umfassungsmauer in der Nähe der Klippe mit Blick auf die Dora Baltea liegt und deren Datierung auf die Zeit um die Mitte des 13. Jahrhunderts einige dendrologische Untersuchungen erlaubten. Die Wände der Kapelle waren mit Fresken dekoriert, von denen heute noch einige Fragmente zu sehen sind.
1420 teilten die Brüder Yblet und Jean de Sarriod ihre Besitzungen in zwei unterschiedliche Herrschaften auf, wodurch die Familie in die Zweige Sarriod d’Introd mit Sitz im Schloss Introd und Sarriod de la Tour, denen die Burg gehörte, die ihren Namen bekam, geteilt wurde. Jean de Sarriod ließ daraufhin den bereits existierenden Turm namens „Turris Sariodorum“ durch Anbau einer Reihe von Baukörpern vergrößern und in eine Burg mit repräsentativer Funktion umgestalten. Zu den Arbeiten, die Jean de Sarriod durchführen ließ, muss man auch die Wendeltreppe im Südosten des Turms und das Einsetzen der Kreuzfenster, die für das 15. Jahrhundert im Aostatal typisch sind in den Donjon zählen.
Eine zweite große Arbeitskampagne ließ um 1470 Antoine de Sarriod de la Tour, Sohn von Jean de Sarriod, durchführen. Er ließ die Kapelle umbauen und mit Fresken versehen, den Baukörper im Norden erweitern und die äußere Umfassungsmauer durch Aufsetzen von Verteidigungstürmen umbauen.
In den folgenden Jahrhunderten wurden weitere Gebäude und Baukörper angefügt, wie der Taubenhausturm im 16. Jahrhundert, der dem Herrenhaus das heutige, unregelmäßiges und ungeordnetes Aussehen verlieh, das aber gleichzeitig viel Charme birgt. Die Burg blieb bis 1921 im Besitz der Familie Sarriod de la Tour; in diesem Jahr starb der letzte Nachkomme der Familie. Danach fiel das Anwesen an den Senator Bensa aus Genua und 1970 kam sie in die Hände der Regionalverwaltung, die sie 2003 für die Allgemeinheit öffnen ließ.

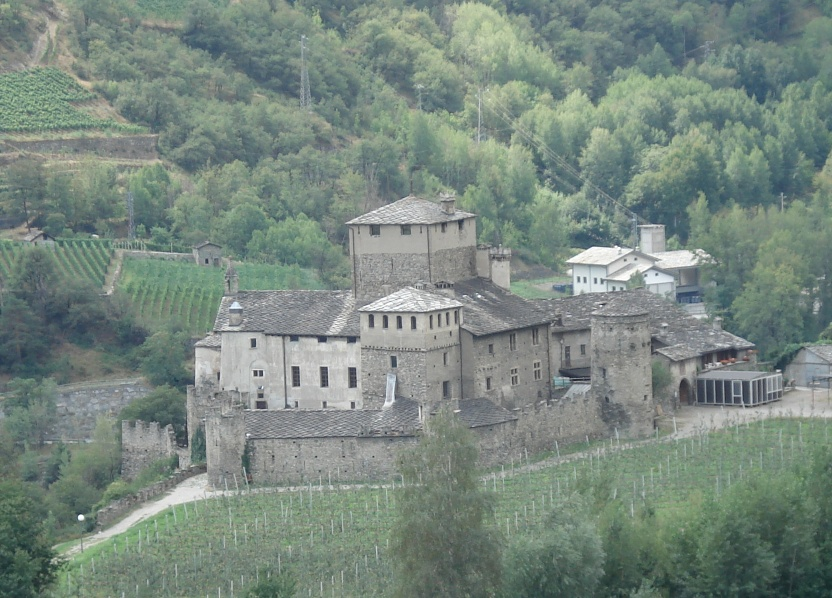
Das Schloss Sarriod de La Tour

## Beschreibung

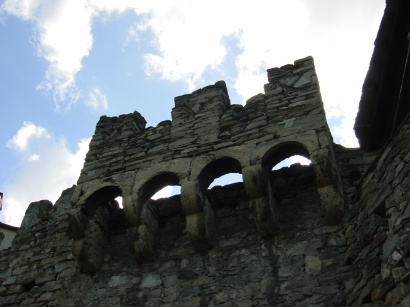
Detail des Maschikuli über dem Eingang zur Burg

Von oben, vom Castello di Saint-Pierre aus, betrachtet erscheint das Castello Sarriod de la Tour als unregelmäßige Ansammlung von Gebäuden, umgeben von einem Mauerring und auf einem ebenen Gelände, etwas außerhalb des bewohnten Ortszentrums in der Nähe der Dora Baltea gelegen.
Wenn man sich auf die rechte Seite des Flusses begibt, sieht man, dass die Lage der Burg nicht so ganz ohne jede natürliche Verteidigungsmöglichkeit ist, und, dass die Südostseite auf einem Felssporn ruht, der die Dora Baltea überblickt.
Um in die Burg zu kommen, muss man zuerst den äußeren Mauerring überwinden. Die ursprüngliche Umfassungsmauer aus dem 14. Jahrhundert wurde bei den Arbeiten, die um 1470 im Auftrag von Antoine de Sarriod de la Tour durchgeführt wurden, stark modifiziert: Die Mauern wurden mit Verteidigungstürmen mit rundem Querschnitt ausgestattet und ein neuer Eingang auf der Ostseite eröffnet, der strategisch besser bewacht war. Der neue Eingang, den man auch heute noch benutzt, besteht aus einem eleganten Portal mit Spitzbogen, über dem das Wappen der Sarriod de la Tour angebracht ist, überragt von einem zinnenbewehrten Maschikuli, das von einem doppelten Konsolenring getragen wird.
Im Inneren sind die bemerkenswertesten Gebäude der massige Donjon mit seinen Kreuzfenstern, die Kapelle und der sogenannte „Saal der Köpfe“.
Ursprünglich eines der ältesten Gebäude der Burg, wurde die auf der Südseite der Burg gelegene Kapelle im Laufe der Jahrhunderte mehrmals umgebaut. Die ursprüngliche Anlage hatte vermutlich eine Holzdecke, deren Reste auf um 1250 datiert werden; einige Fragmente eines alten Gemäldezyklus aus derselben Zeit, der religiöse Episoden, wie die Anbetung der Weisen, den Einzug Jesu in Jerusalem und die Kreuzigung, zeigt, sind noch an drei Wänden sichtbar. Die Kapelle ist heute von einem Barockgewölbe überragt, das im Jahre 1700 angebracht wurde und die alten Fresken in der Mitte teilt. Der alte Eingang zur Kapelle wurde dagegen zwischen 1478 und 1483, während der von Antoine de Sarriod de la Tour initiierten Arbeiten, dekoriert. Er ließ die Kapelle der Jungfrau Maria und dem Evangelisten Johannes weihen. Dort findet man noch zwei gut erhaltene Gemälde, auf denen die Kreuzigungen Christi und des Heiligen Christophorus abgebildet sind.
Der „Saal der Köpfe“, der im ersten Obergeschoss des Nordflügels liegt, war der Repräsentationssalon der Burg und erhielt seinen Namen nach der Dekoration der Holzdecke, die von einer Reihe von geschnitzten Konsolen unterstützt wird und aus dem 15. Jahrhundert stammt. Es gibt insgesamt 171 geschnitzte Konsolen, auf denen viele unterschiedliche Themen abgebildet sind, von Gesichtern adliger Damen und Herren mit Kopfschmuck nach der neuesten Mode der Zeit bis zu Karnevalsfiguren, von heimischen Tieren des Waldes, wie Hunden, Enten, Wölfen und Wildschweinen bis zu phantastischen Kreaturen, darunter die Meerjungfrau, das Einhorn, der Drache und einer Reihe von Monstern teuflischen Aussehens.

## Kunstwerke

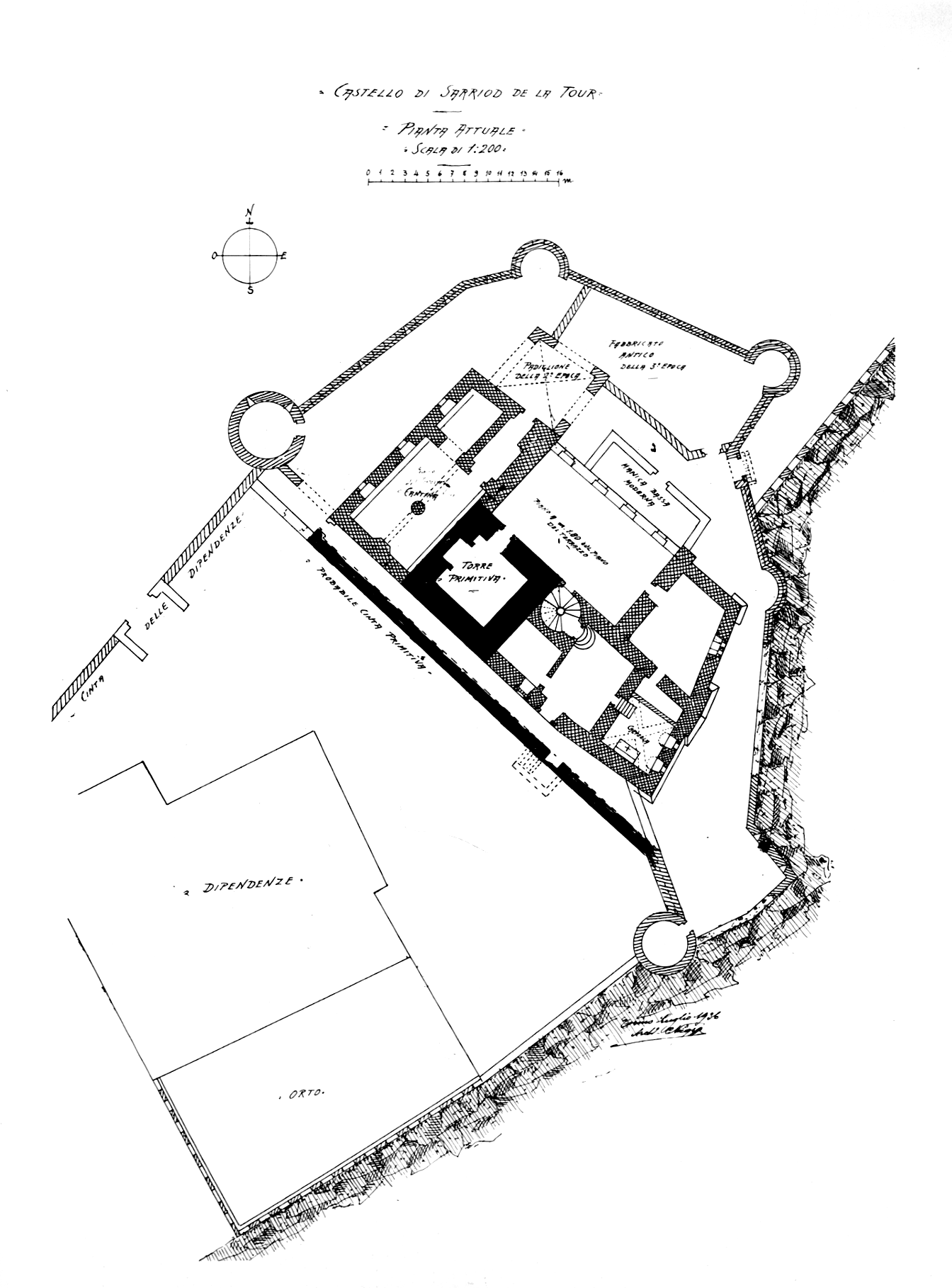
Grundriss der Burg (Carlo Nigra)

Wie schon ausgeführt, sind einige der interessantesten Elemente der Burg die Kunstwerke, die dort erhalten sind und einen zeitlichen Bogen von der Mitte des 13. Jahrhunderts bis zum Ende des 15. Jahrhunderts spannen. Die ältesten Fresken finden sich in der Kapelle der Burg, die in das Erdgeschoss des Südturms eingebaut ist und deren Wände um 1250 vollständig mit Fresken bedeckt wurden. Es handelt sich dabei um einen Bilderzyklus, der erst kürzlich ans Licht gebracht wurde und sich – wenn auch ziemlich fragmentarisch – auf drei Wänden der Kapelle zeigt, über und unter dem Bogen, den man im 18. Jahrhundert einzog, um das ursprüngliche Kirchenschiff niedriger erscheinen zu lassen; das „Klopfen“, das man beim Bau des Gewölbes durchführte, damit der Putz besser an den Wänden haftete, hinterließ die unteren Fresken in prekärem Zustand; besser sind die Fresken oberhalb des Gewölbes erhalten. Man kann in dem Raum unter dem Bogen eine „Anbetung der Weisen“ (mit einer Madonna auf dem Thron, der alten Ikonographie „Sedes Sapientiae“ nachempfunden) und in den Leibungen eines Fensters zwei „Heiligenfiguren“ (die rechte davon ist Magdalena) erkennen, und darunter Figuren, die mittelalterlichen Bestien nachempfunden sind: Zwei Meerjungfrauen mit gespaltenem Schwanz und die ungewöhnliche Darstellung einer „sprechenden Grille“, die an einen Blemmyer erinnert. Über dem Bogen kann man die Fragmente einer Kreuzigungsszene erkennen; der obere Teil des „Einzugs Jesu nach Jerusalem“ und die „Köpfe der vier Heiligen“ (vielleicht auch Fragmente des „letzten Abendmahls“); darüber hinaus Fragmente mit dem „Leidenswerkzeug“ und eine Abbildung des „Infernos“. Der Zyklus stellt eines der seltenen Zeugnisse frühgotischer Malerei im Aostatal dar. Der unbekannte Maler der Fresken, üblicherweise „Maestro di Saint-Pierre“ genannt, gehört wahrscheinlich zum selben Atelier, das die zeitgenössischen Fresken der „Chiesa Antica di Santa Maria“ in Villeneuve schuf.
Auf einer vierten Wand der Kapelle, die höchstwahrscheinlich in den ersten Jahrzehnten des 15. Jahrhunderts wieder aufgebaut wurde, erkennt man über dem barocken Bogen die Reste eines Freskos mit dem „Erzengel Michael und der Heiligen Margerita“; der Urheber ist ein Maler aus der Gegend um Ivrea, der schon zweifelhafterweise als „Giacomino da Ivrea“ bezeichnet wurde.
Weitere Fresken, die auf die Jahre um 1478 datiert werden können, wurden auf Betreiben von Antoine de Sarriod de la Tour in dem Raum ausgeführt, der zur Burgkapelle führt, nachdem dieser beschlossen hatte, die alte Kapelle neu weihen zu lassen. Es sind zwei Abbildung hoher Qualität zu sehen, auf denen eine „Kreuzigung“ mit einem Christus zu sehen ist, der pathetischerweise die Holzskulpturen aus Kirchen des Aostatals ins Gedächtnis ruft, und ein „Heiliger Christophorus“ mit leidendem Antlitz, der auf etwas Imponierendem fährt, das wie ein Alpensee scheint, der von einer großen Vielzahl von Fischen bevölkert wird, während sich das Kind zärtlich an seinen Haaren festhält. Die beiden Fresken sind das Werk eines unbekannten Künstlers, dem man den Namen „Maître d’Antoine de Sarriod de la Tour“ gegeben hat und der sich in der Umgebung dieser französisch-piemontesischen Schule bewegt, die durch die Bemühungen gekennzeichnet ist, die Sprache der flämischen Malerei zu assimilieren, auch im Zuge der Gemälde, die seit der ersten Hälfte des 15. Jahrhunderts in Chieri eintrafen.

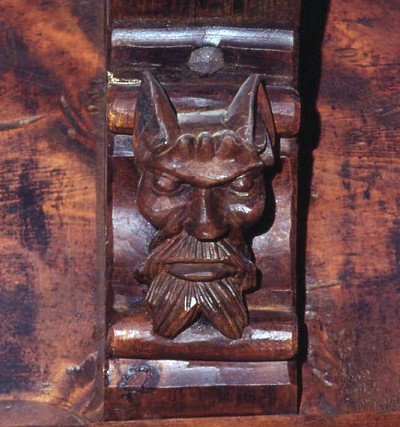
Hauptsalon, geschnitzte Konsole um 1432

Im Hauptsalon der Burg, der im ersten Obergeschoss des Nordflügels liegt, kann man eine wertvolle und für die Geschichte der Holzskulpturen im Aostatal interessante Schnitzerei sehen. Es handelt sich um die Decke des Salons besetzt mit einer Reihe von geschnitzten Konsolen mit Figuren in unterschiedlichen Formen, die die Schnittpunkte der Balken zieren: So erklärt sich der Name „Saal der Köpfe“, den man dem Raum gab. Es sind insgesamt 171 geschnitzte Figuren, die eine überwältigende Vielzahl von Themen darstellen: Gesichter adliger Damen und Herren mit Kopfschmuck nach der letzten Mode wechseln sich mit grotesken Karnevalsfiguren und fantastischen Kreaturen, die von mittelalterlichen Bestien abgeleitet sein mögen, ab.
Es wurde festgestellt, dass:

„Tra le sculture affiora un gusto che si spinge ai limiti del grottesco e che, nell’infinito senso combinatorio di elementi umani ed animali non può non evocare l’opera visionaria di Hieronymus Bosch“ (dt.: unter den Figuren ein Geschmack auftaucht, der an die Grenzen des Grotesken geht, und, dass man im unendlichen Kombinationssinn menschlicher und tierischer Elemente das visionäre Werk eines Hieronymus Bosch erkennen kann)

Die Decke wurde um 1432 geschaffen; man kann die Arbeiten zweier unterschiedlicher Schnitzer erkennen, von denen mindestens einer – derjenige, der Figuren mit ausgeprägten physiognomischen Merkmalen bevorzugt – uns die Schnitzereien ins Gedächtnis ruft – insbesondere in den „Gnaden“ –, die in der zweiten Hälfte des 15. Jahrhunderts in den Chorgestühlen der Kathedrale von Aosta geschaffen wurden. Man nimmt an, dass Jean de Chetro, ein Schnitzer aus dem Aostatal, der in der Kathedrale arbeitete, seine Ausbildung im selben Atelier abgeschlossen hat, das den „Saal der Köpfe“ schuf.

## „Fragmenta picta“
Bei der Öffnung für die Allgemeinheit im Jahre 2003 wurde im Inneren eine Ausstellung mit dem Namen „Fragmenta picta“ eingerichtet, in der alte Fragmente von Malereien gesammelt wurden, die man bei den Ausgrabungsarbeiten auf der Burg Quart gefunden hat. Der Besuch in der Burg folgt daher dem Lauf der Ausstellung.